# Царська мечеть (Сараєво)
Царська мечеть (босн. Careva Džamija, тур. Hünkâr Camii) — найстаріша мечеть у Сараєві, Боснія і Герцеговина. Мечеть назвали на честь султана Сулеймана I.

## Історія
Вперше побудована в 1457 при султані Мураді II, який прославився своїм благочестям, справедливістю й гуманністю. В його часи в Османській імперії зведено багато палаців, мечетей, мостів, шкіл тощо.
У 1462 згоріла, коли сербський деспот Вук Бранкович спалив Сараєво дотла.
У 1527, в роки правління Сулеймана I (Сулеймана Великого), мечеть відбудована. На честь Сулеймана I мечеть і назвали Імператорською.
У мечеті розташовувалася релігійна школа (медресе), проводилися загальні збори містян (маджліси), а також тут давали притулок мандрівникам і паломникам.

## Архітектура
Архітектура Імператорської мечеті практично не відрізняється від архітектури інших мечетей, побудованих в той період часу. Прямокутний двір примикає до молитовного залу з куполоподібним дахом. До основної будівлі прибудовано високий мінарет, з якої муедзин закликає мусульман до молитви. Перед входом у мечеть місце для здійснення ритуального обмивання (абдестхан). На підлозі розстелені килими.
Жінки моляться окремо від чоловіків. Мечеть відкрита для відвідувачів, крім часу молитви.